# Burgruine Großer Gudenberg
Die Burgruine Großer Gudenberg ist die Ruine einer doppelten Höhenburg auf dem 568,7 m ü. NHN hohen Großen Gudenberg nahe Zierenberg im Landkreis Kassel in Nordhessen (Deutschland).

## Geographische Lage
Die Burgruine befindet sich im Nordteil des Naturparks Habichtswald auf dem Großen Gudenberg, einem dicht bewaldeten Basaltkegel, der sich 8,1 km nordöstlich von Wolfhagen und knapp 2 km westlich der Kernstadt von Zierenberg und etwa 2,7 km ostsüdöstlich von dessen Stadtteil Oberelsungen erhebt. Östlich des Großen Gudenbergs fällt das Gelände zum Tal der Warme hin ab. Ungefähr 470 m nordwestlich befindet sich die Burgruine auf dem Kleinen Gudenberg, zirka 1,6 km südlich steht der Bärenbergturm auf dem Großen Bärenberg, etwa 2 km nördlich befindet sich die Burgruine Falkenberg, und rund 3,6 km nordnordwestlich steht das Schloss Escheberg.

## Geschichte
Die Burg wurde 1209 erstmals urkundlich erwähnt, wurde aber wohl schon zur Zeit des hessischen Gaugrafen Werner IV. erbaut. Sie war mainzisches Lehen und im Besitz der Herren Groppe von Gudenberg und Wolff von Gudenberg. Die Burg wurde vermutlich zwischen 1269 und 1272 durch Truppen des Landgrafen Heinrich I. von Hessen während seiner Auseinandersetzungen mit dem Mainzer Erzbischof Werner von Eppstein zerstört. Möglicherweise war aber auch Raubrittertum der Burgbesitzer Ursache für die Zerstörung. Der Stamm der Groppe von Gudenberg starb 1398 aus, während die Wolff von Gudenberg bis heute existieren.

## Anlage
Die Ruine ist frei zugänglich, aber nur auf teils steil zum Großen Gudenberg hinauf führenden Wegen und Pfaden zu erreichen. Von der einstigen Burg sind lediglich Graben-, Mauer- und Wallreste vorhanden. Die sich nordöstlich befindende fast rechteckige Anlage war die größere der beiden Burgen und wies früher Reste eines vermutlichen Bergfriedes und Mauerreste eines Palas auf. Südöstlich befand sich die etwas kleinere fast kreisrunde Anlage der zweiten Burg, von der keine oberirdischen Reste mehr sichtbar sind. Die Burgen waren durch einen in Nordwest-Südost-Richtung verlaufenden Halsgraben getrennt. Beide Burgen waren durch einen gemeinsamen ovalen Wall geschützt, der nach Nordosten in größerem Abstand zur Doppelburg verlief.

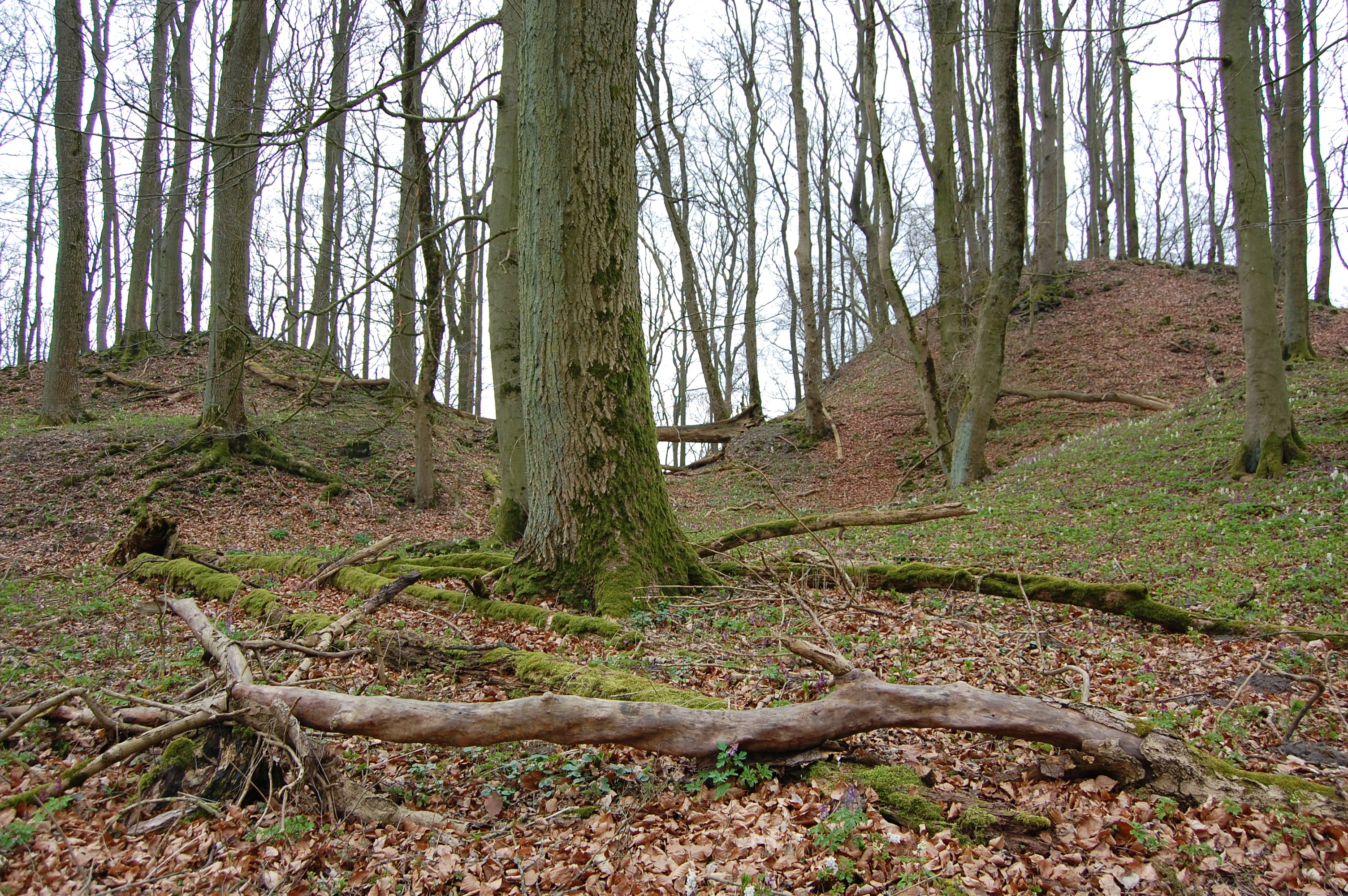
Die Burghügel der Doppelburg, Blick von Nordwesten
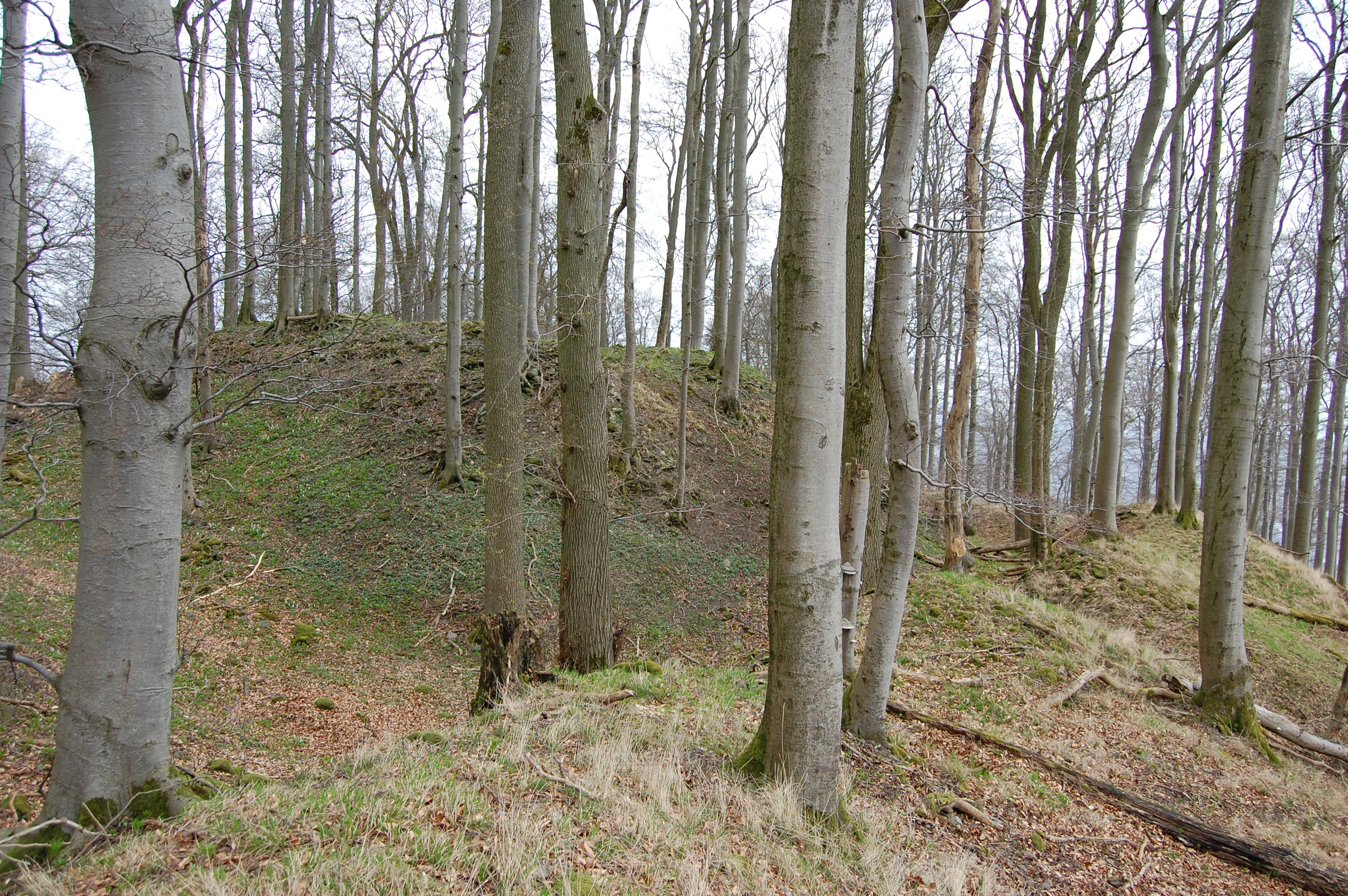
Plateau der größeren (nordöstlichen) Burg, mit Resten des Ringwalls
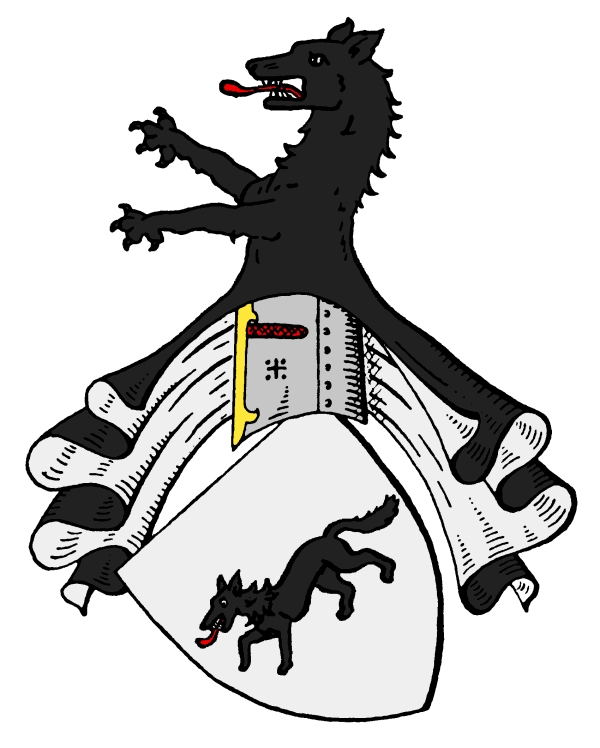
Wappen der Wolff von Gudenberg, einem der Besitzer der Doppelburg